# Bernadotte

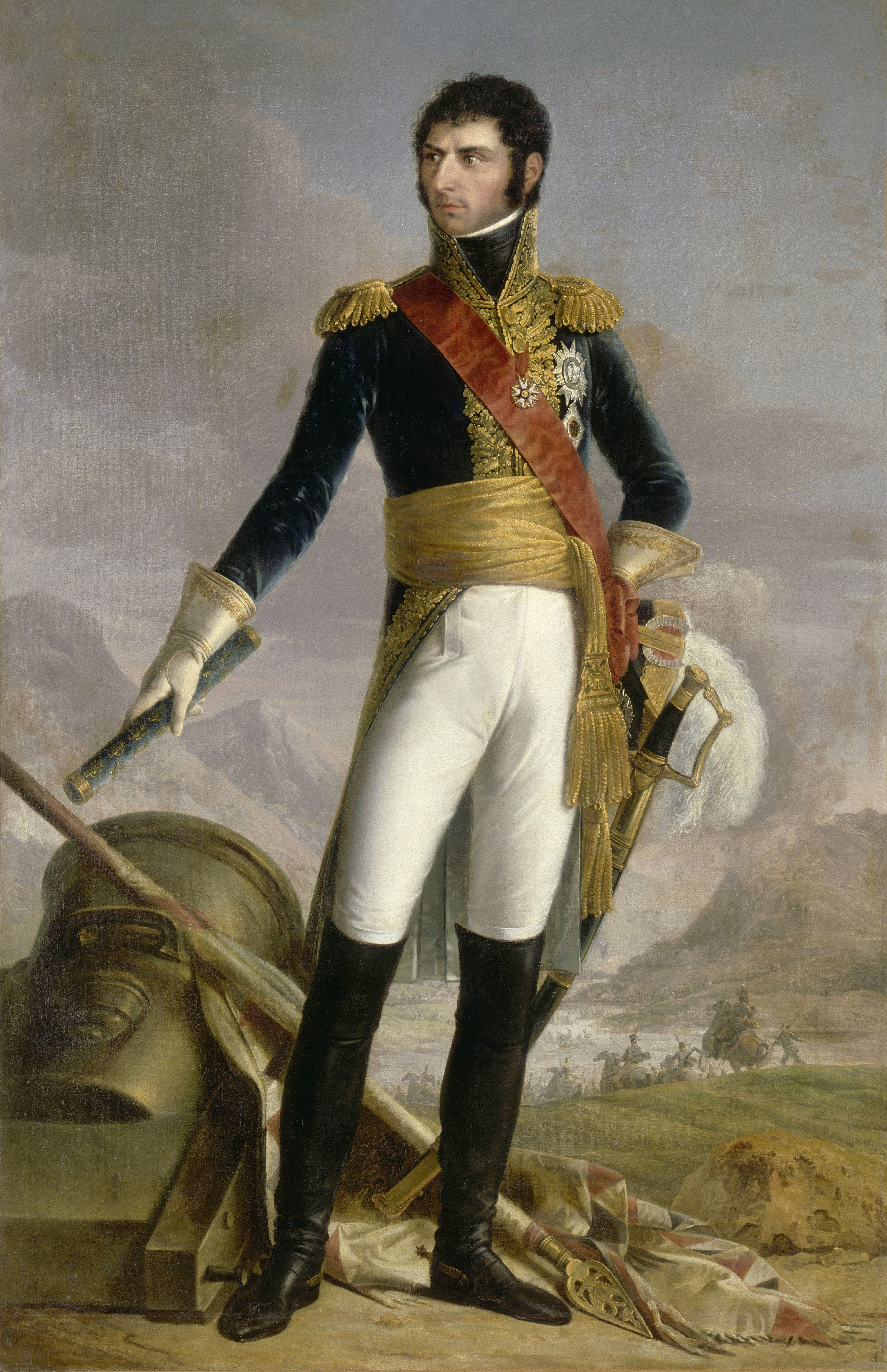
Marszałek Francji Jean Baptiste Bernadotte, znany później jako Karol XIV Jan

Herb Bernadotte'ów (prawe pole: Snopek Wazów, lewe: herb ks. Ponte Corvo)

Bernadotte – dynastia panująca w Szwecji (od 5 lutego 1818) i Norwegii (od 5 lutego 1818 do 18 listopada 1905).
Jean Baptiste Bernadotte (marszałek napoleoński) został adoptowany przez króla Karola XIII i wyznaczony na następcę tronu 21 sierpnia 1810 roku. Po śmierci króla wstąpił na tron szwedzki jako Karol XIV Jan i norweski jako Karol III Jan (w obu królestwach była inna liczba władców o imieniu Karol, stąd różna numeracja). Po tym, jak Oskar II odmówił utworzenia norweskiej służby dyplomatycznej, parlament norweski usunął go z tronu i zerwał unię w 1905.
Najważniejsi, żyjący, przedstawiciele dynastii:
- Karol XVI Gustaw, król Szwecji (ur. 1946);
- Wiktoria Bernadotte, następczyni tronu Szwecji, księżna Västergötlandu (ur. 1977).

## Królowie Szwecji
- 1818-1844: Karol XIV Jan
- 1844-1859: Oskar I
- 1859-1872: Karol XV
- 1872-1907: Oskar II
- 1907-1950: Gustaw V
- 1950-1973: Gustaw VI Adolf
- 1973-obecnie: Karol XVI Gustaw

## Królowie Norwegii
- 1818-1844: Karol III Jan
- 1844-1859: Oskar I
- 1859-1872: Karol IV
- 1872-1905: Oskar II